# Campionats del món de ciclisme en ruta de 1953
Els Campionats del món de ciclisme en ruta de 1953 es disputaren el 29 i 30 d'agost a Lugano, Suïssa.

## Resultats
| Proves :                         | Or                        | Or         | Argent                     | Argent   | Bronze                 | Bronze   |
| Professionals                    |                           |            |                            |          |                        |          |
| Cursa en línia masculina detalls | Fausto Coppi · Itàlia     | 7h 05' 51" | Germain Derijcke · Bèlgica | + 6' 22" | Stan Ockers · Bèlgica  | + 7' 33" |
| Amateurs                         |                           |            |                            |          |                        |          |
| Cursa en línia masculina         | Riccardo Filippi · Itàlia | 4h 59' 19" | Gastone Nencini · Itàlia   | m. t.    | Rik Van Looy · Bèlgica | + 8"     |

## Medaller
| Posició | País    | Or | Plata | Bronze | Total |
| 1       | Itàlia  | 2  | 1     | 0      | 3     |
| 2       | Bèlgica | 0  | 1     | 2      | 3     |
| Total   | Total   | 2  | 2     | 2      | 6     |